# ایچ‌کی‌اس
ایچ‌کی‌اس، (انگلیسی: HKS) شرکت خودروسازی ژاپنی است، که در سال ۱۹۷۳ تأسیس شد.